# William Watson (joueur d'échecs)
Pour les articles homonymes, voir William Watson et Watson.
William Watson est un joueur d'échecs anglais né le 18 avril 1962 à Bagdad en Irak, grand maître international depuis 1990.
Au 1er janvier 2023, il est le 10e joueur  anglais avec un classement Elo de 2 486 points.

## Biographie et carrière
William Watson obtint le titre de maître international en 1982 et le titre de grand maître international en 1990.
William Watson  remporta le championnat d'échecs de Grande-Bretagne de parties rapides en 1992 et le championnat d'échecs de Grande-Bretagne classique en 1994.
Il a participé à l'Olympiade d'échecs de 1986 (médaille d'argent par équipe), marquant 4 points sur 5 comme remplaçant et au championnat d'Europe d'échecs des nations de 1989.